# Женщина, которая выжила
«Женщина, которая выжила» (англ. The Woman Who Lived) — шестая серия девятого сезона британского научно-фантастического телесериала «Доктор Кто». Премьера серии состоялась 24 октября 2015 года на канале BBC One.

## Синопсис
Англия, 1651 год. Беспощадный разбойник по прозвищу «Кошмар» и его пособник орудуют на тёмных улицах Лондона. Но наткнувшись на добычу не из этого мира, они сталкиваются лицом к лицу с Доктором. Кто же тот, с кем состоит в сговоре Кошмар? Сумеет ли Доктор избежать виселицы и защитить планету от ужасного предательства?

## Съёмки
Вместе с эпизодом «Девочка, которая умерла» серия вошла в третий съёмочный блок. Съёмки проходили в апреле 2015 года.